# Plagiobothrys polycaulis
Plagiobothrys polycaulis là loài thực vật có hoa trong họ Mồ hôi. Loài này được (Phil.) I.M. Johnst. miêu tả khoa học đầu tiên.